# 丽江糙苏
丽江糙苏（学名：Phlomis likiangensis）为唇形科糙苏属下的一个种。